# Kinnanäs naturreservat
Kinnanäs naturreservat är ett naturreservat i Tingsryds kommun i Småland (Kronobergs län).
Reservatet är skyddat sedan 2021 och är 50 hektar stort. Det är beläget i västra delen och väster om sjön Kinnen och består av strandskog av gran och tall med inslag av ek, bok och andra lövträd. 